# Róbert Ragnar Spanó

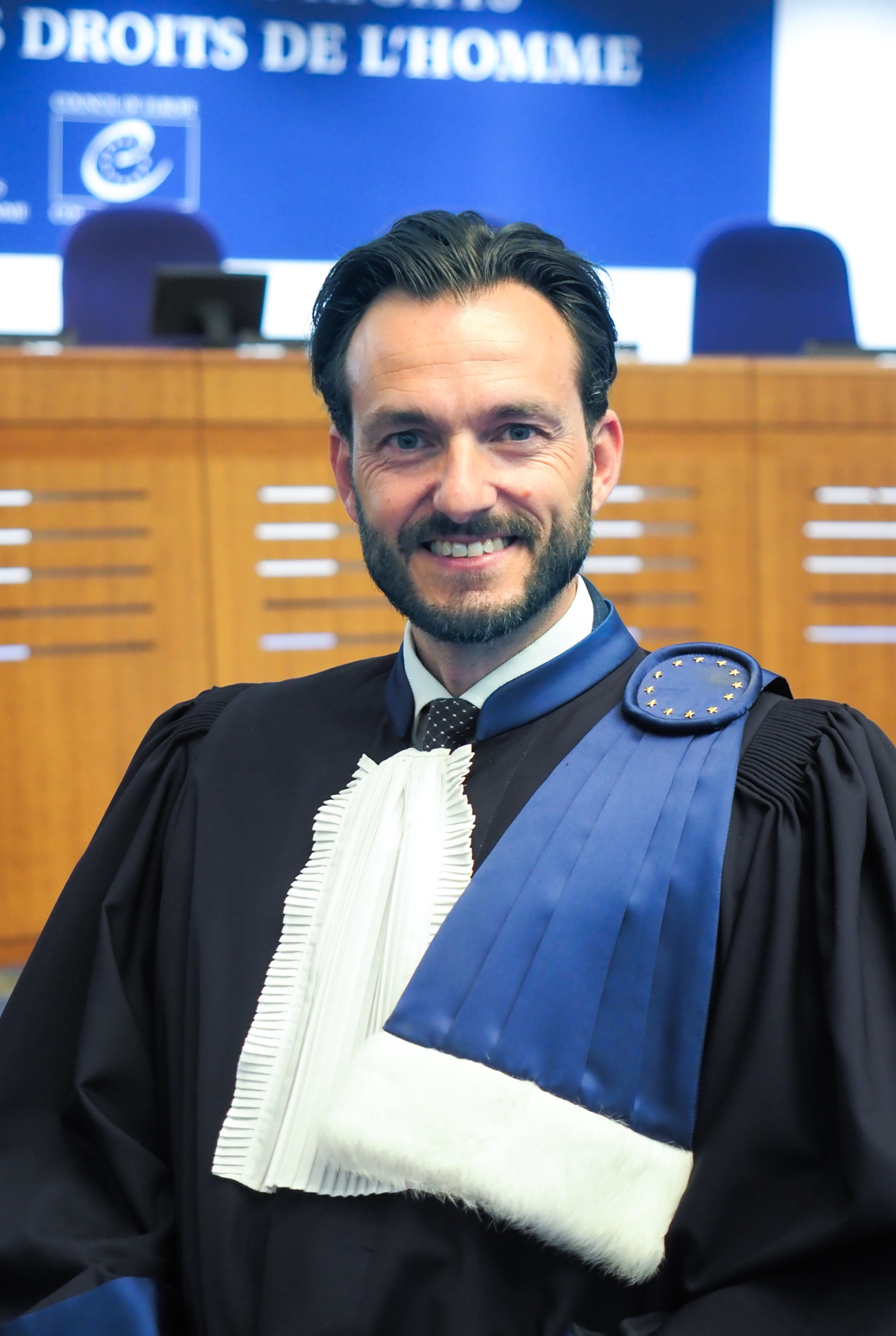
Róbert Ragnar Spanó (2020)

Róbert Ragnar Spanó (* 27. August 1972 in Reykjavík) ist ein isländischer Jurist. Er war von 2013 bis 2022 Richter am Europäischen Gerichtshof für Menschenrechte und vom 18. Mai 2020 bis zum 31. Oktober 2022 der 15. Präsident des EGMR.
Neben der isländischen besitzt Róbert Ragnar Spanó auch die italienische Staatsbürgerschaft.

## Leben und Wirken
Róbert Ragnar Spanó erwarb 1997 an der Universität Islands den Titel Kandidat der Rechtswissenschaften, was dem kombinierten Erwerb der Titel Bachelor of Laws und Master of Laws entspricht. Anschließend arbeitete er als Richter an einem isländischen Bezirksgericht, bevor er 1998 Rechtsberater des Ombudsmannes des isländischen Parlaments wurde. 2000 erwarb Róbert Ragnar Spanó an der University of Oxford den Titel Magister iuris in den Fächern European and Comparative Law. Von 2002 bis 2004 war er Assistenzprofessor an der Universität Islands, später außerordentlicher Professor und  seit 2006 ordentlicher Professor für Strafverfahrensrecht.
Nach einer erneuten kurzen Tätigkeit als Richter arbeitete er parallel zu seiner Tätigkeit an der Universität in verschiedenen Positionen für das isländische Justizministerium, die Regierung und als Vorsitzender zweier Expertenkommissionen zur Untersuchung von sexuellen Missbräuchen an Kindern und Jugendlichen und Menschenrechtsverletzungen in Wohlfahrtsorganisationen. Von 2010 bis 2013 war er Dekan der rechtswissenschaftlichen Fakultät der Universität Islands. 2012 war er als unabhängiger Experte für die Lanzarote-Kommission tätig.

### Europäischer Gerichtshof für Menschenrechte
Im Juni 2013 wurde er als Nachfolger von Davíð Þór Björgvinsson als Vertreter Islands zum Richter am Europäischen Gerichtshof für Menschenrechte gewählt. Róbert Ragnar Spanó trat seine Amtszeit am 1. November 2013 an. Am 1. April 2019 wurde Róbert Ragnar Spanó von den Richtern des EGMR zum neuen Vizepräsidenten des Gerichtshofs gewählt. Er trat das Amt als einer der beiden EGMR-Vizepräsidenten in Nachfolge des zum EGMR-Präsidenten gewählten Linos-Alexandre Sicilianos am 5. Mai 2019 an. Außerdem war er Präsident der II. Sektion des EGMR.
Am 20. April 2020 wählten die Richter des EGMR Róbert Ragnar Spanó zum Präsidenten des Gerichtshofs. Er trat das Amt als Nachfolger von Linos-Alexandre Sicilianos am 18. Mai 2020 an. Seine Nachfolgerin im Präsidentenamt wurde am 1. November 2022 die irische Richterin Síofra O’Leary. Seine Nachfolgerin am Gericht ist die isländische Richterin Oddný Mjöll Arnardóttir, die im Januar 2023 gewählt wurde.

## Kritik

### Umstrittener Türkei-Besuch
Anfang September 2020 reiste Róbert Ragnar Spanó als Präsident des Europäischen Gerichtshofs für Menschenrechte für einen offiziellen Besuch in die Türkei. Dort nahm er einen Ehrendoktortitel der Universität Istanbul an, was auf Kritik stieß. Kritisiert wurde unter anderem, dass es zu keinem Treffen mit Regierungskritikern kam und er eine Einladung der Ehefrau des Inhaftierten Selahattin Demirtaş, dessen Freilassung der EGMR seit Jahren fordert, nicht annahm. Stattdessen reiste er mit der türkischen türkischen EGMR-Richterin Saadet Yüksel, die über ihren Bruder Verbindungen zur Regierungspartei AKP hat, in die südostanatolische Stadt Mardin, um dort unter anderem die Imam-Hatip-Schule zu besichtigen.
Gleichwohl führte Róbert Ragnar Spanó in zwei Vorlesungen vor jungen Richtern, Staatsanwälten und Studenten aus, wie wichtig eine unabhängige Justiz und die Freiheit von Forschung und Lehre seien. Dabei ist zu berücksichtigen, dass die Türkei sich trotz zahlreicher, im Vergleich zu anderen Mitgliedsstaaten weit überdurchschnittlicher vor dem Gerichtshof anhängiger Verfahren gegen das Land oft an Urteile des Menschenrechtsgerichtshofs nicht gebunden fühlt.

„Dass sich ausgerechnet der oberste Repräsentant der Verteidigung der Menschenrechte in Europa von einem Land ehren lässt, das seit Jahren systematisch Menschenrechte verletzt, ist für türkische Oppositionelle und ausländische Beobachter nicht nachvollziehbar.“

„Ich verstehe nicht, wie man stolz darauf sein kann, Ehrenmitglied einer Universität zu werden, die zu Unrecht Hunderte von Akademikern hinausgeworfen und in Arbeitslosigkeit und Armut getrieben hat.“